# Fantasy Wars
Fantasy Wars est un jeu vidéo de stratégie au tour par tour sorti en 2007 sur PC. Il a été développé par Ino-Co et édité par 1C Company.

## Accueil
| Fantasy Wars          |      |        |
| Média                 | Pays | Notes  |
| Eurogamer             | UK   | 6/10   |
| Gamekult              | FR   | 6/10   |
| GameSpot              | US   | 75 %   |
| IGN                   | US   | 78 %   |
| Jeuxvideo.com         | FR   | 14/20  |
| Joystick              | FR   | 7/10   |
| Compilations de notes |      |        |
| Metacritic            | US   | 67 %   |
| GameRankings          | US   | 69,3 % |